# Margaret Harriman
Pour les articles homonymes, voir Harriman.
Margaret Harriman, née vers 1928 en Angleterre et morte le 20 septembre 2003 dans le Maine, est une sportive handisport sud-africaine.

## Biographie
Née en Angleterre, elle se brise la colonne vertébrale lors d'un accident de tracteur en 1947. Elle se soigne à Stoke Mandeville et se lance dans le sport lors de sa rééducation. Elle est la seule femme présente au tournoi de netball des deuxièmes Jeux de Stoke Mandeville en 1949, sous son nom de jeune fille Margaret Webb, à l'âge de 21 ans. 
Elle quitte l'Angleterre pour la Rhodésie en 1957.
De 1960 à 1976, elle dispute les Jeux paralympiques dans de nombreuses disciplines telles que le tir à l'arc, l'athlétisme, le dartchery (combiné de tir à l'arc et de fléchettes), le boulingrin et la natation. Elle représente la Rhodésie pour ses deux premiers Jeux puis l'Afrique du Sud à partir de 1968, remportant onze médailles d'or, dont 8 en tir à l'arc entre 1960 et 1968. La politique d'apartheid de l'Afrique du Sud entraîne le bannissement du pays des Jeux paralympiques à partir de 1976. En 1996 après la fin de l'apartheid, elle participe aux Jeux paralympiques d'été de 1996 ; elle y remporte sa dix-septième médaille paralympique, en bronze, dans la discipline du boulingrin.
Elle a aussi participé à des compétitions non handisports : aux Championnats du monde de tir à l'arc 1961 en Norvège, elle termine onzième de l'épreuve individuelle et médaillée de bronze par équipe sous les couleurs sud-africaines.
Elle tombe malade pendant ses vacances chez des amis au Maine ; elle meurt à l'hôpital le 20 septembre 2003.

## Palmarès
Le palmarès paralympique de Margaret Harriman se compose de :
- Sous les couleurs de la Rhodésie
  - Jeux paralympiques d'été de 1960 à Rome : deux médailles d'or en tir à l'arc, une médaille d'argent et deux médailles de bronze en natation
  - Jeux paralympiques d'été de 1964 à Tokyo : deux médailles d'or en tir à l'arc et une médaille d'or en dartchery
- Sous les couleurs de l'Afrique du Sud
  - Jeux paralympiques d'été de 1968 à Tel-Aviv : deux médailles d'or en tir à l'arc
  - Jeux paralympiques d'été de 1972 à Heidelberg : une médaille d'or en tir à l'arc, une médaille d'or et une médaille d'argent en boulingrin
  - Jeux paralympiques d'été de 1976 à Toronto : deux médailles d'or en boulingrin et une médaille de bronze en dartchery
  - Jeux paralympiques d'été de 1996 à Atlanta : une médaille de bronze en boulingrin

Elle est aussi médaillée de bronze par équipe aux Championnats du monde de tir à l'arc 1961 à Oslo.